# یوکی کوبایاشی
یوکی کوبایاشی (ژاپنی: 小林 祐希؛ زادهٔ ۲۴ آوریل ۱۹۹۲) یک بازیکن فوتبال اهل ژاپن است. وی در تیم ملی فوتبال ژاپن بازی کرده است.